# Andreaskirche (Jerusalem)

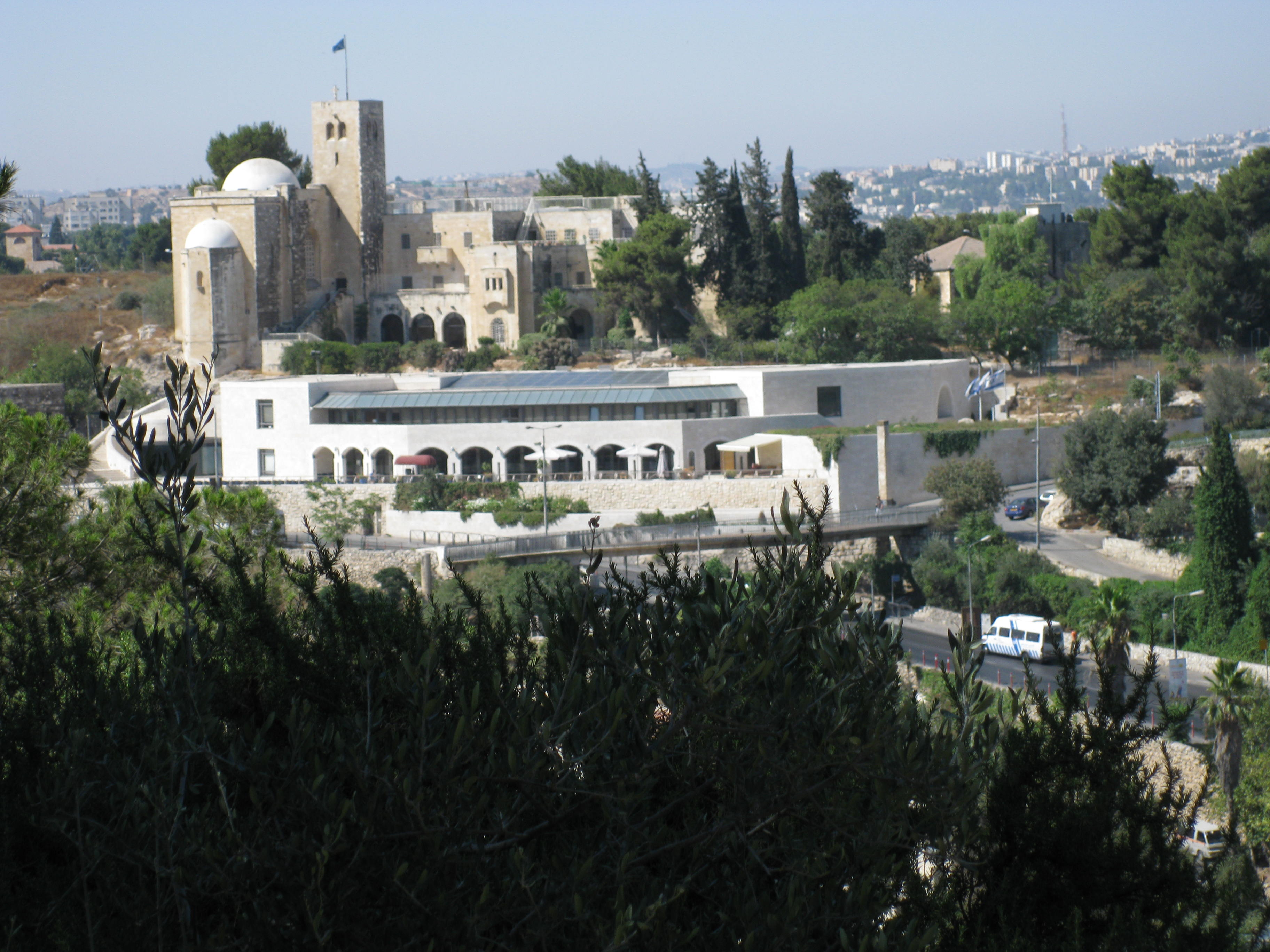
Andreaskirche in Jerusalem

Die presbyterianische Andreaskirche (englisch St. Andrew’s Church) liegt 500 m südwestlich der Jerusalemer Altstadt am nördlichen Teil des sogenannten Bibelhügels. Sie wurde als Mahnmal für die vielen gefallenen schottischen Soldaten des Ersten Weltkrieges gegen das Osmanische Reich erbaut und gehört zur Kirche von Schottland.

## Geschichte
Um den vielen an der Palästinafront gegen das Osmanische Reich gefallenen Schotten ein Denkmal zu setzen, die an der Eroberung des Heiligen Landes wesentlichen Anteil hatten, initiierte der Edinburgher Reeder und Kirchenälteste Ninian Hill den Bau einer Kirche.
Feldmarschall Lord Allenby legte am 7. Mai 1927 den Grundstein, die Einweihung erfolgte 1930, der erste Pfarrer war Ninian Hill.
Das Britische Mandat in Palästina dauerte bis 1948, in dieser Zeit stieg die Zahl der stationierten Schotten an, die in der Verwaltung und als Soldaten Dienst versahen. Viele kamen bei antibritischen Attacken und Terroranschlägen zu Tode. Nach der Mandatszeit verringerte sich deren Zahl drastisch.
Nach 1948 lag die Kirche mehrmals in der Frontlinie, um die Kirche herum tobten teils schwere Kämpfe, die auch an der Kirche nicht spurlos vorbeigingen und noch heute zu sehen sind. Der Pfarrer William Clark Kerr blieb während dieser Kämpfe in der Kirche, läutete die Glocken und feierte den Gottesdienst. Durch die Teilung Jerusalems blieb die Kirche lange Zeit vom Christlichen Viertel der Altstadt abgeschnitten.

## Bedeutung
Die Sankt-Andreas-Kirche gehört zur Kirche von Schottland.
Durch die steigende Zahl an christlichen Pilgern und Besuchern und der guten Lage an der Skyline von Jerusalem wurde dem Bedarf entsprechend ein Gästehaus eingerichtet.
Die Schottische Kirche betreut nicht nur die Pilger, sie stellt sich den aktuellen Problemen der Region und unterstützt das Zusammenleben der unterschiedlichen Bevölkerungsgruppen.

## Galerie

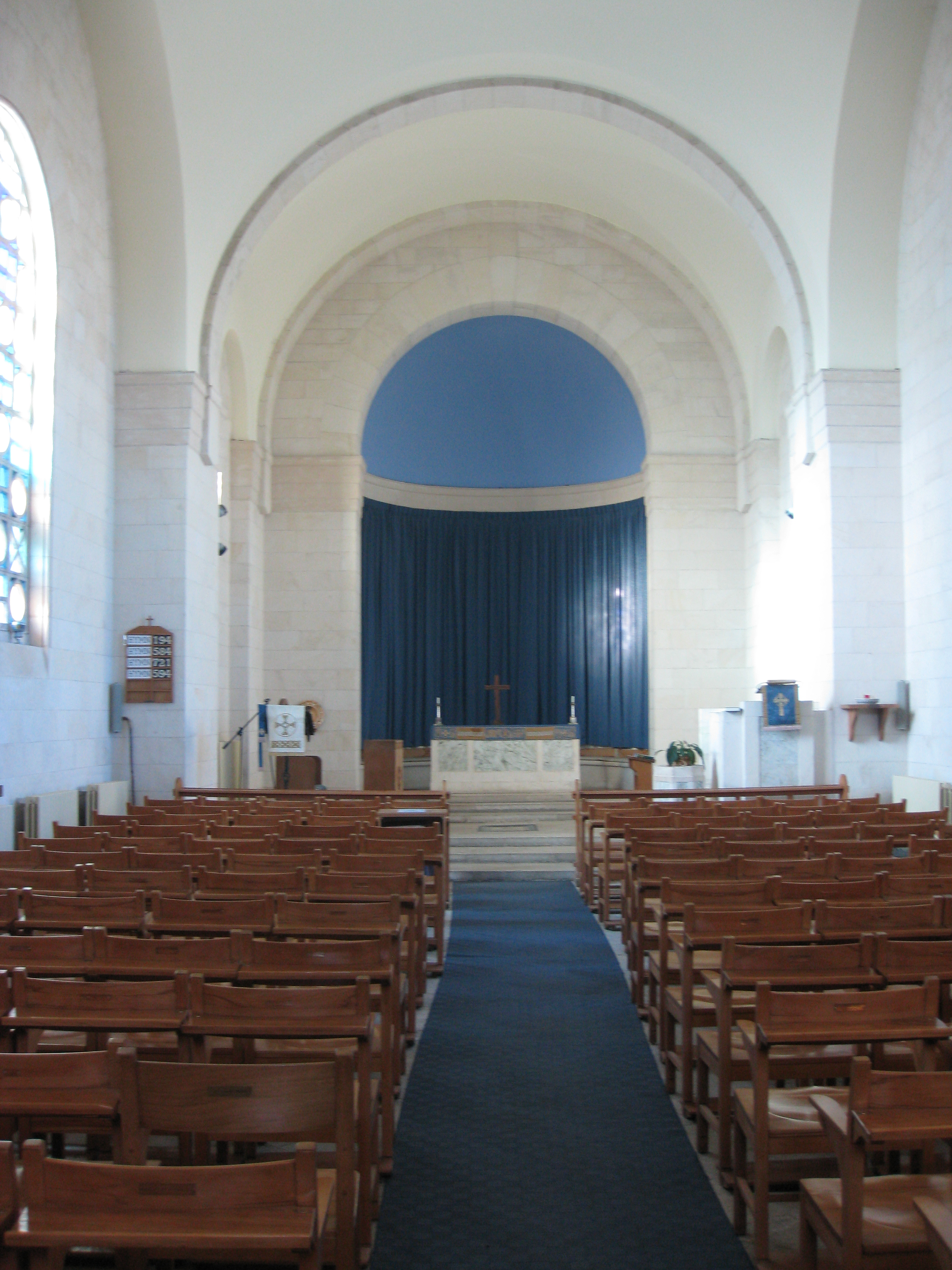
Das Innere der Andreaskirche
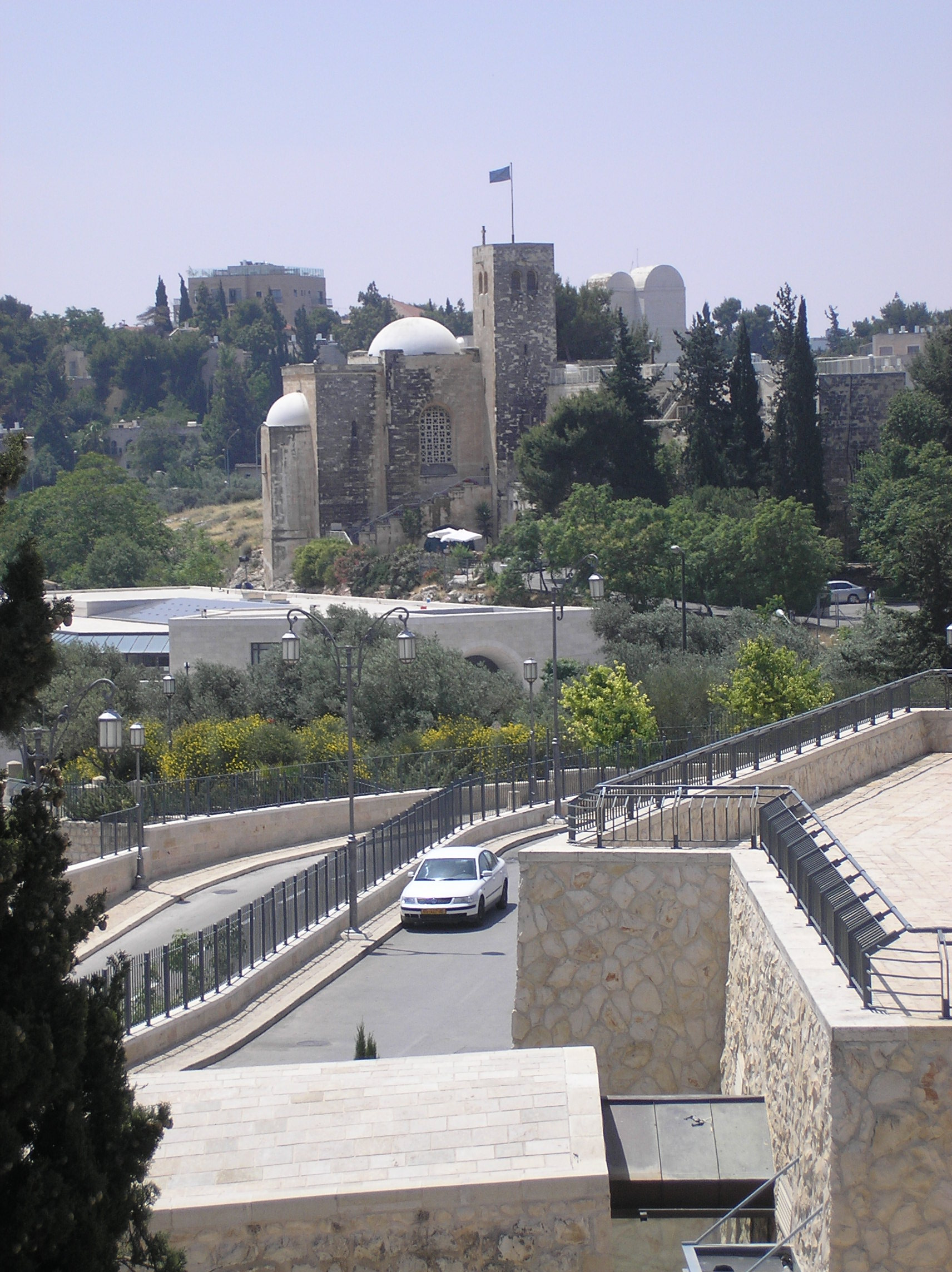
Die Andreaskirche in Jerusalem
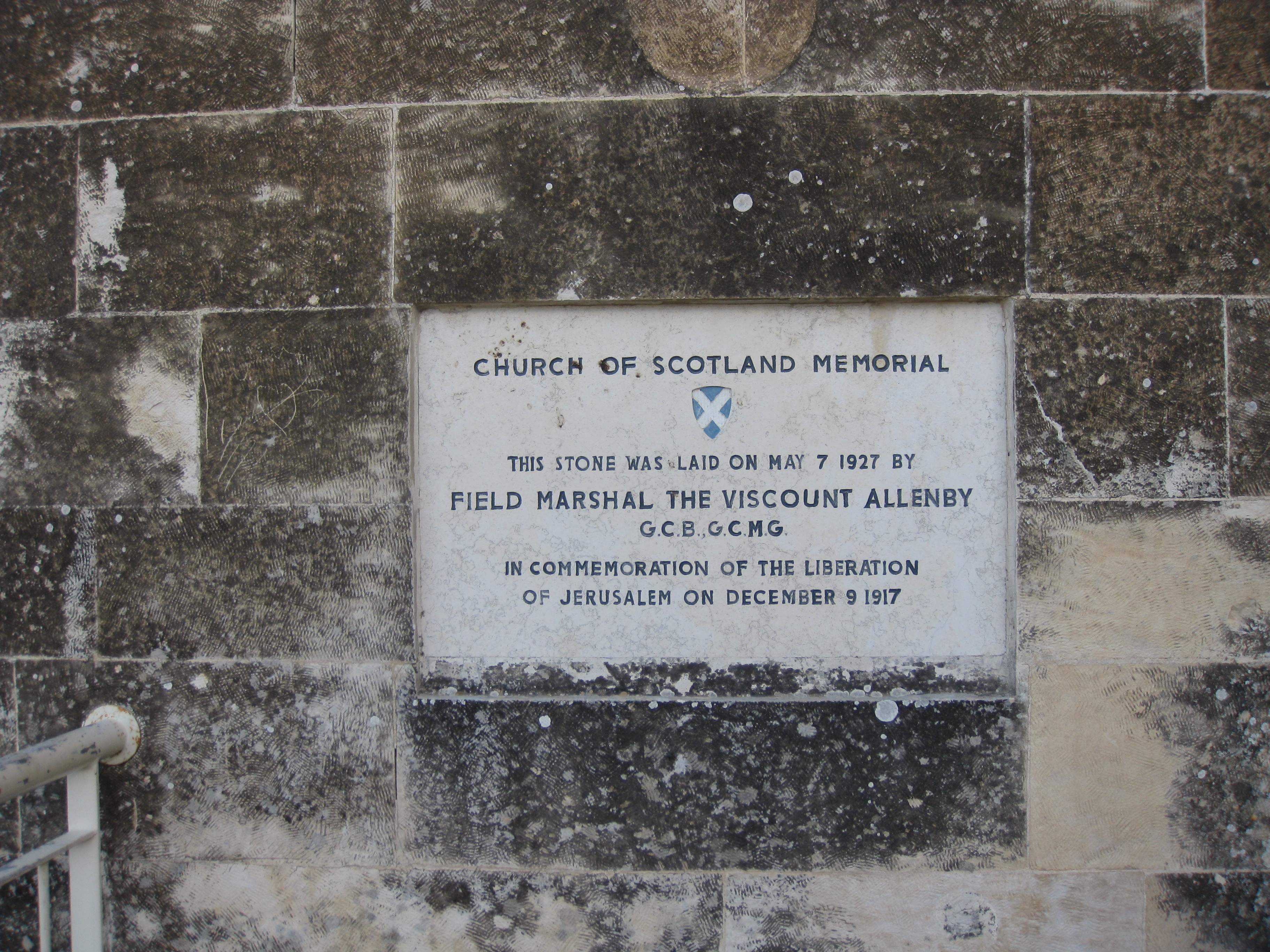
Die Gedenktafel der Grundsteinlegung